# Oleh Suk
Oleh Suk (ukrainisch Олег Сук; * 26. Juni 1965 in Ternopil, Ukrainische SSR) ist ein ukrainischer Rockmusiker, der hauptsächlich Bassgitarre, aber auch Akustikgitarre und Synthesizer spielt.

## Leben
Seinen künstlerischen Weg begann er an der Polytechnischen Universität in Lwiw mit Ton- und Bass-Experimenten. Eine intensive Suche führte ihn zu der beliebten Lwiwer Jazzband „Melodrome“. Das Ergebnis waren zwei Jahre hintereinander Preise beim „Crystal Lion“ Jazz-Festival in den späten 1980er Jahren. Der Musiker gründete die Art-Rock-Formation „Catharsis“. Aus einer anderthalbjährigen Zusammenarbeit mit dem Gitarristen Ludwig Konopko entstand die Band „Tea Fan Club“, die von 1989 bis 1993 bestand. Nach ihrem Auflösung kreierte Oleh das Projekt „Ulysses“, spielte Bassgitarre in einer Band namens „Glass Bead Game“ und schloss sich der Band „Dead Rooster“ (1992) an, wo er bis heute spielt.
Von 1995 bis 1996 organisierte er zusammen mit dem Komponisten Jurij Pokaltschuk und dem Musiker Jurkom Dudoiu die literarische und musikalische Jazzformation „Lights of Big Cities“.
2003 kam Oleh im Rahmen seines eigenen Projektes … but the time as a river … in Kontakt mit „Black September“. Die Gruppe lag genau auf seiner Wellenlänge und er stieg als Keyboarder ein. Unter dem Namen „Gorgisheli“ gab es einen neuen Start für die Gruppe.

## Eigene Projekte
1995: Das Projekt „IS“ war ein Versuch, die damalige Lwiwer Musik einzufangen. Etwa 50 Personen waren daran beteiligt. Oleh schrieb die Musik, die Texte stammten von den Dichtern Bohdan Lepkyj, Bohdan-Ihor Antonytsch, Wassyl Patschowskyj und Oleksandr Kandyba. An den Album-Aufnahmen waren Musiker und Bands beteiligt, die schon zu der damaligen Zeit sehr bekannt waren: „Platsch Jeremiji“ und Taras Tschubai, „Dead Rooster“, „Tea Fan Club“, „999“, die Bandmitglieder von „The Brothers Hadjukin“ sowie die Debütanten Okean Elsy, Lesya Gerasimchuk und „Royal rabbits“, „Pikardijska Terzija“, „Monuments of Architecture“ sowie „Ruslana“.
2003: … but the time as a river … Fortführung des Projektes „IS“. Beteiligte Komponisten waren: Jurij Andruchowytsch, Jurij Pokalchuk, Ihor Rymaruk, Kostja Moskalez. Einige musikalische Neulinge des Jahres 1995 („Okean Elzy“, „Pikardijska Terzija“, „Ruslana“) sind heute große Stars des ukrainischen Showgeschäfts. Andere beteiligte Newcomer („Godo“, „Black September“, Yurko Lavrin, Svitlana Kyrylchuk) gaben dem Projekt neues Leben und fügten neue Kompositionen hinzu.

## Diskografie
| Jahr | Album                                                       | Sänger oder Band                     |
| ---- | ----------------------------------------------------------- | ------------------------------------ |
| 1993 | Mistery Mirror                                              | Tea Fan Club                         |
| 1994 | Underground Zoo                                             | Dead Rooster                         |
| 1995 | Live in Lviv                                                | Dead Rooster                         |
| 1995 | NEBO-ROK’95. Terrific birthday                              | Wiktor Neborak                       |
| 1995 | There is                                                    | Eigenes Projekt                      |
| 1996 | Il Testamento                                               | Dead Rooster                         |
| 1996 | "OH". Comedy ecstasy                                        | Eigenes Projekt                      |
| 1997 | City God Eros                                               | Dead Rooster                         |
| 1997 | 1989 – The Best – 1997                                      | Dead Rooster                         |
| 1998 | Shabadabada                                                 | Dead Rooster                         |
| 1998 | They say                                                    | Lights of Big Cities                 |
| 2000 | Stand up and leave                                          | Viktor Morozov und The Fourth Corner |
| 2002 | Poplar                                                      | Lights of Big Cities                 |
| 2003 | … but the time as a river …                                 | Eigenes Projekt                      |
| 2003 | Aphrodisiac                                                 | Viktor Morozov und Dead Rooster      |
| 2003 | Traveling the country Bass                                  | Vsevolod Dyachyshyn                  |
| 2004 | Dead Rooster. Mp-3 Collection on two discs                  | Dead Rooster                         |
| 2005 | Rock legends of Ukraine. Ukrainian Collection. Dead Rooster | Dead Rooster                         |
| 2006 | Songs for the Dead Rooster                                  | Dead Rooster                         |
| 2006 | Amore                                                       | Gorgisheli                           |
| 2008 | Criminal Sonnets                                            | Dead Rooster                         |
| 2006 | Chosen by people                                            | Dead Rooster                         |
| 2008 | Army of Light                                               | Viktor Morozov und The Fourth Corner |
| 2009 | Live                                                        | Gorgisheli                           |
| 2009 | Made in UKR                                                 | Dead Rooster                         |
| 2010 | Rombambar                                                   | Gorgisheli                           |